# سول بيلو
كان سول بيلو (اسمه عند الولادة سولومون بيلوز، من مواليد 10 يونيو من عام 1915، وتوفي في 5 أبريل من عام 2005) كاتبًا أمريكيًا كنديًا. حصل بيلو، تكريمًا له على عمله الأدبي، على جائزة بوليتزر، وجائزة نوبل للآداب، إضافة إلى الوسام الوطني للفنون. يعتبر بيلو الكاتب الوحيد الذي حصل على جائزة الكتاب الوطني للأعمال الخيالية ثلاث مرات، وحصل على ميدالية المؤسسة الوطنية للكتاب للمساهمة المتميزة في الأدب الأمريكي.
أظهرت كتاباته، على حدّ تعبير لجنة جائزة نوبل السويدية، «مزيجًا من الرواية الغنية المتعلقة بحياة المشردين مع التحليل الدقيق لثقافتنا، إضافة إلى المغامرة المسلية والحوادث المأساوية والمثيرة في تعاقب سريع تتخلله محادثات فلسلفية، طُور كل ذلك على لسان معلق ذكي ذو نظرة ثاقبة تخترق المضاعفات الداخلية والخارجية التي تدفعنا إلى التصرف، أو تمنعنا عنه، والتي من الممكن أن تُسمى معضلة عصرنا». تشمل أشهر أعمال سول بيلو كتب مغامرات أوجي مارش، وهندرسون ملك المطر، وهيرزوغ، وكوكب مستر ساملير، واغتنم اليوم، وهدية هومبولدت، ورافنشتاين. كان يُنظر إلى بيلو، على نطاق واسع، على أنه أحد أعظم كتاب القرن العشرين.
قال بيلو أن شخصية يوجين هندرسون، من رواية هندرسون ملك المطر، هي الشخصية الأكثر شبهًا به من بين جميع الشخصيات التي ألفها. نشأ بيلو كمهاجر من مقاطعة كيبك الكندية. يعكس خيال بيلو وشخصياته، وفقًا لوصف الناقد الأدبي كريستوفر هيتشينز، توقه إلى السمو، وهي معركة «للتغلب ليس فقط على ظروف الغيتو، بل للتغلب أيضًا على هوسهم». يتصارع أبطال روايات بيلو، بشكل أو بآخر، مع ما وصفه ألبرت كورد، العميد في رواية ديسمبر العميد، بـ «الجنون واسع النطاق للقرن العشرين». يتحقق تجاوز هذه القتامة صعبة الوصف (عبارة استخدمها بيلو في رواية الرجل المتدلي)، إذا كان من الممكن أصلًا تحقيق ذلك، من خلال «استيعاب شراسة التعلم» (حسب هيتشينز)، ومن خلال التشديد على النبل.

## سيرته الذاتية

### أولى سنوات حياته
وُلد سول بيلو (سولومون بيلوز) في بلدة لاشين في مقاطعة كيبك الكندية، بعد عامين اثنين من هجرة والديه ليشا بيلو (ليشا جوردين قبل الزواج)، وإبراهام بليوز، من مدينة سانت بطرسبرغ الروسية. كان لسول ثلاثة أشقاء يكبرونه بالسن: وهم، زيلدا (التي غيرت اسمها لاحقًا إلى جين، وهي من مواليد عام 1907)، ومويشي (الذي أصبح لاحقًا موريس، المولود عام 1908)، وشموئيل (الذي أصبح لاحقًا صاموئيل، والمولود في عام 1911). كانت عائلة بيلو يهودية ليتوانية، إذ وُلد والده في فيلنيوس، عاصمة ليتوانيا. اعتاد بيلو على أن يحتفل في عيد ميلاده في شهر يونيو، على الرغم من إمكانية أن يكون قد وُلد في شهر يوليو (إذ كان من المعتاد في المجتمع اليهودي تسجيل تاريخ الميلاد بالتقويم العبري الذي لا يتزامن بالضرورة مع التقويم الميلادي). كتب بيلو حول هجرة عائلته:
كانت فكرة الماضي في داخلي قويةً بسبب والديّ. إذ سيطرت عليهما فكرة أنهما يسقطان، يسقطان. كانا شخصين ناجحين متحررين من الأحقاد القومية المحلية. لم تكن أمي قادرة على التوقف عن الحديث عن عائلة داشا، وحياتها المميزة، وكيف تغير كل ذلك الآن. عملت في المطبخ، في الطهي والغسيل والترميم.. بعد أن كان عندها خدم في روسيا... لكن يمكنك دائمًا الاستعانة بالقليل من التهكم الساخط للمساعدة في تغيير حالتك المهينة.

## أعمالة
- 1944 رجل يتأرجح بين اليأس والرجاء
- 1947 الضحية
- 1956 أغتنم الفرصة
- 1959 هندرسون ملك المطر
- 1964 هرتزوج
- 1968 مذكرات موسبي
- 1970 كوكب السيد ساملر
- 1975 هدية همبولت
- 1982 عميد الكلية وزمهرير الشتاء
- 1987 ثمة مزيد من البشر يموتون إثر إنكسار القلب
- 1989 حادث سطو
- 1989 رابطة بلا روزا
- 1991 شيء يذكرك بي
- 1997 منبع الحب الحقيقي
- مغامرات أوجي مارش

## روابط خارجية
- سول بيلو على موقع IMDb (الإنجليزية)
- سول بيلو على موقع الموسوعة البريطانية (الإنجليزية)
- سول بيلو على موقع مونزينجر (الألمانية)
- سول بيلو على موقع ميوزك برينز (الإنجليزية)
- سول بيلو على موقع قاعدة بيانات برودواي على الإنترنت (الإنجليزية)
- سول بيلو على موقع إن إن دي بي (الإنجليزية)
- سول بيلو على موقع ديسكوغز (الإنجليزية)
- سول بيلو على موقع قاعدة بيانات الفيلم (الإنجليزية)